# Wiaziemskij (miasto)
Wiaziemskij (ros. Вяземский) – miasto w Rosji, w Kraju Chabarowskim, centrum administracyjne rejonu wiaziemskiego.
Miasto położone jest przy granicy z Chinami, 130 km od Chabarowska. Założone w 1894, status miasta od 1951 roku.
Urodził się tu generał dywizji Wojska Polskiego i komendant Wojskowej Akademii Technicznej w Warszawie Michał Owczynnikow.